# Strymon italica
Strymon italica är en fjärilsart som beskrevs av Ver. Strymon italica ingår i släktet Strymon och familjen juvelvingar. Inga underarter finns listade i Catalogue of Life.